# 异叶地锦
异叶地锦（学名：Parthenocissus dalzielii）为葡萄科地锦属的植物。分布于台湾岛以及中国大陆的广东、江西、福建、湖北、广西、河南、贵州、湖南、浙江、四川等地，生长于海拔200米至3,800米的地区，常生于山崖陡壁、山坡、山谷林中及灌丛岩石缝中，目前尚未由人工引种栽培。

## 别名
异叶爬山虎（拉汉种子植物名称） 草叶藤、上树蛇（广东） 白花藤子（海南）